# Parafestuca
Parafestuca là một chi thực vật có hoa trong họ Hòa thảo (Poaceae).

## Loài
Chi Parafestuca gồm các loài: